# Narciso Serra

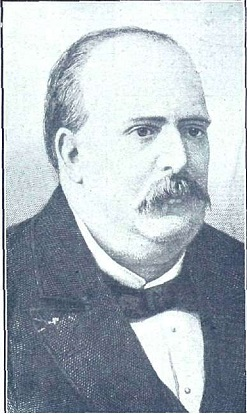
Narciso Serra.

Narciso Saénz Díaz Serra, född den 24 februari 1830 i Madrid, död där den 26 september 1877, var en spansk komediförfattare.
Serra fäste redan vid 18 års ålder uppmärksamhet vid sig med sin första komedi Mi mamá. I rask följd publicerade han sedan ett 40-tal pjäser, av vilka kan anföras El ultimo mono, El loco de guardilla, Luz y sombra, El amor y la gaceta, Don Tomas, hans främsta arbete, utmärkt av stor komisk kraft, erinrande om "Le misanthrope", men med rikare intrig, Nadie se muere hasta que Dios no quiere av mycken kvick satir. År 1848 utkom Serras ungdomliga Poesias liricas och 1876 Leyendas, cuentos y poesias. Serra rönte i början inflytande av den gamla spanska klassiciteten, senare av romantiken och blev slutligen en realistisk skildrare av samtiden. 